# デイビッド・アイヌウ
デイビッド・アイヌウ（David Ainuʻu、1999年11月20日 - ）は、トップ14スタッド・トゥールーザンに所属するラグビー選手。

## プロフィール
- アメリカ領サモア出身。
- ポジションはプロップ(PR)。
- 身長 178cm、体重 125kg
- U20アメリカ合衆国代表に選ばれたことがある[1]。
- アメリカ代表キャップは9（2020年12月現在）でワールドカップ2019のアメリカ代表に選ばれた[2]。

## 略歴
2017年、トゥールーズに加入。